# Sidsel Paaske
Sidsel Paaske (* 18. Juli 1937 in Oslo; † 15. September 1980 ebendort) war eine norwegische bildende Künstlerin, Schmuckdesignerin, Poetin und Performance-Künstlerin.

## Leben und Wirken
Paaske, die eine Ausbildung an der Nationalen Schule für Handwerk und Kunstgewerbe (1956/57) und anschließend an der Staatlichen Frauen-Gewerbeschule in Oslo absolvierte, begann ihre künstlerische Laufbahn mit der Herstellung von Textilien und Stoffdrucken. Ihre weitere Arbeit als Künstlerin war experimentell und brach mit der Tradition. Sie wurde zunächst zur Gruppe Gullfisken bzw. zum Skippergate-Milieu gezählt, einer Gruppe von Künstlern, die zwischen 1959 und 1966 in den Ateliers in der Rådhusgata arbeiteten. Sie war offen für neue Impulse und suchte nach vielfältigen Ausdrucksmöglichkeiten. 28-jährig zeichnete sich bereits ihr Schaffen in der Ausstellung „Unge Kunstneres Samfunn“ sowohl in technischer als auch in materieller Hinsicht durch Vielfalt aus. Nach zwei Parisaufenthalten, wo sie Kurse in der Académie de la Grande Chaumière besuchte, zeigte sie auf der Ausstellung 1966 Gouachen, Acrylarbeiten, Monotypien und Collagen.
Paaskes Skulptur „Ausgebranntes Zündholz“ aus dem Jahre 1966 gilt als das erste Pop-Art-Werk Norwegens. Sie nutzte eine große Bandbreite an Techniken und schuf Gemälde, Emaillen, Skulpturen, Textilien, Schmuck, Texte, Illustrationen und Musik. Sie experimentierte mit Farbe, Form und Material. In ihrem nichtfigurativen Idiom ging es um die Formen und Kreisläufe der Natur sowie um menschliche Emotionen. Ein 30 Meter langer Fries „Blue Letter“ (gezeigt beim Festival Moldejazz 1977) thematisiert den Kreislauf der Natur, der auf den Mensch bezogen war. Thematisch interessierte sie sich besonders für den weiblichen Körper und die weibliche Sexualität. Zahlreiche Arbeiten drehen sich um den Orgasmus oder den Zeitpunkt der Befruchtung – damals ein Tabuthema. Sie identifizierte sich zudem stark mit der aufkommenden Frauenbewegung und half 1975 bei der Organisation der Frauenausstellung im Kunstnernes Hus.
Auf der Ausstellung Fugl i brann im Kunstnernes Hus in Oslo 1972 stellte Paaske erstmals Emailarbeiten aus, die fortan zu ihrem Hauptmaterial wurden. Ihre Bilder waren von Poesie durchdrungen und sollten mit ihren lyrischen Titeln den Traum von einem besseren Leben vermitteln. Stilistisch arbeitete sie sehr frei und spontan. Sie wollte mit Bildern auf die gleiche Weise arbeiten, wie Jazzmusiker improvisieren, und arbeitete bei Veranstaltungen mit Musikern wie Jimmy Hopps, Jan Garbarek und Don Cherry zusammen, bei denen sie für eine spontane visuelle Begleitung sorgte. Im Bereich des Free Jazz wirkte sie zudem als Sängerin mit Don Cherry und dem Quartett von Jan Garbarek (Aufnahme Norsk rikskringkasting 1969), In dem Film Blue: Lydbilder, der 1979 im norwegischen Fernsehen ausgestrahlt (und 2022 in der Ausstellung File under Freedom in Bergen gezeigt) wurde, bildete die Musik von Garbarek den Soundtrack zu einer Reise durch Gemälde und Collagen von Paaske.
Eine Einzelausstellung im Osloer Kunstverein im Jahr 1977 war teilweise als Retrospektive angelegt und dokumentierte Paaskes visuelles Schaffen umfassend mit Bildern in vielen verschiedenen Techniken, Skulpturen und Schmuck. Des Weiteren schrieb sie Gedichte, die sie bereits 1966 im Pistolteatern vortrug. Ihre Gedichtsammlung Indigo war eine Auseinandersetzung mit dem Zusammenleben. In ihren letzten Jahren fertigte sie eine Reihe von Schmuckstücken und Amuletten für Frauen und Männer.
Paaske galt als eine zentrale Figur der Osloer Kunstszene und beteiligte sich aktiv an der Kunstpolitik. Dennoch wurde ihr Schaffen nur wenige Jahre nach ihrem Tod verdrängt und weitgehend vergessen. Erst 2016/17 zeigte das norwegische Nationalmuseum eine umfassende Retrospektive ihres Werkes.
Paaske war in den späten 1950er Jahren mit Fredrik Carl Størmer (1934–2022) verheiratet, von 1975 bis 1977 mit dem Dichter Jan Erik Vold.

## Ausstellungen (Auswahl)
- 2016/17: Nationalmuseum Oslo: On the Verge. Sidsel Paaske (1937–1980)[6]
- 2021: ISCA (International & Scandinavian Contemporary Art) Gallery, Oslo: Glimt[5]

## Schriften
- Indigo. Aschehoug, 1979.